# Aït Zekri
 (avril 2025).
Motif : En attendant des sources secondaires centrées.
- Archive Wikiwix
- Bing
- Cairn
- DuckDuckGo
- E. Universalis
- Gallica
- Google
- G. Books
- G. News
- G. Scholar
- Persée
- Qwant
- (zh) Baidu
- (ru) Yandex
- (wd) trouver des œuvres sur Wikidata

| 1. | Préciser le motif de la pose du bandeau. | Précisez le motif de la pose du bandeau en utilisant la syntaxe suivante : {{admissibilité à vérifier\|date=avril 2025\|motif=remplacez ce texte par le motif}}                |
| 2. | Informer les utilisateurs concernés.     | Pensez à avertir le créateur de l'article, par exemple, en insérant le code ci-dessous sur sa page de discussion : {{subst:avertissement admissibilité à vérifier\|Aït Zekri}} |

Les ait Zekri est un groupe (Khoms) de la tribu des imghranes.
La tribu des Imaghrane est formée des 5 grands groupements (khoms):
- Aït Igourtan, Aït Affane et Ikantouln ;
- Aït Zaghar ;
- Aït Witfaou ;
- Aït Ougrour;
- Aït Zekri, Aït Toundout et Igarnane.

Au XIIIe siècle, la tribu Mezguita du haut Dra ont fait appel aux Aït Zekri (fraction d'Imeghrane) pour les protéger contre les arabes Maâqil (Ouled Yahia). Ils en sortent vainqueurs et y en acquirent un droit de pâture sur les terres de Mezguita jusqu’à Jbel Kissan (près d’Agdez).